# Sorghumhirse
Sorghumhirse (Sorghum bicolor), auch Mohrenhirse, Sorgho, Dari, Durrha-Hirse bzw. Durrakorn (nach arabisch ذرة dhura), Besenkorn, Guineakorn, Shallu, Milo oder Jowar genannt, ist die wichtigste Hirse-Art aus der Gattung Sorghum innerhalb der Familie der Süßgräser (Poaceae). Als Zuckerhirse bezeichnet man alle stark zuckerhaltigen Sorten dieser Art. Andere Sorten der Art werden als Körnerhirse, Faserhirse oder Futterhirse bezeichnet.
Die botanisch gebräuchliche Bezeichnung für die in der Regel als Unkraut bekämpfte Sorghumart „Wilde Sorghumhirse“ lautet Sorghum halepense. Diese sollte nicht mit der wild wachsenden Stammform der kultivierten Sorghumhirse, Sorghum bicolor subsp. verticilliflorum (Steud.) de Wet ex Wiersema & J.Dahlb., syn. Sorghum bicolor subsp. arundinaceum (Desv.) de Wet & Harlan oder Sorghum arundinaceum (Desv.) Stapf verwechselt werden. Sorghum bicolor subsp. verticilliflorum wächst weit verbreitet in Afrika, die Domestikation als Getreide fand nach heutiger Kenntnis im nordöstlichen Afrika (Sudan oder Äthiopien) statt.

## Beschreibung

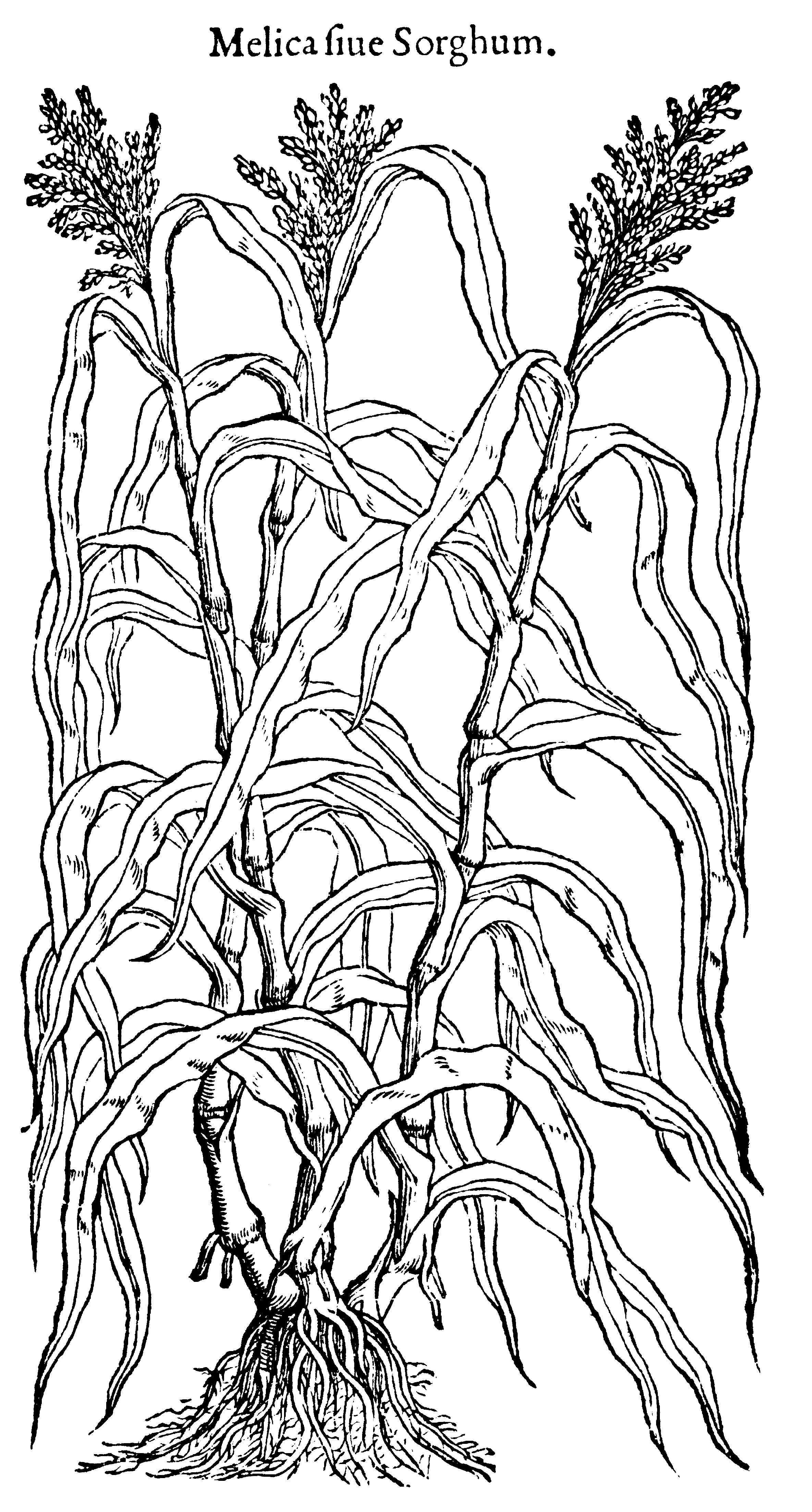
Illustration

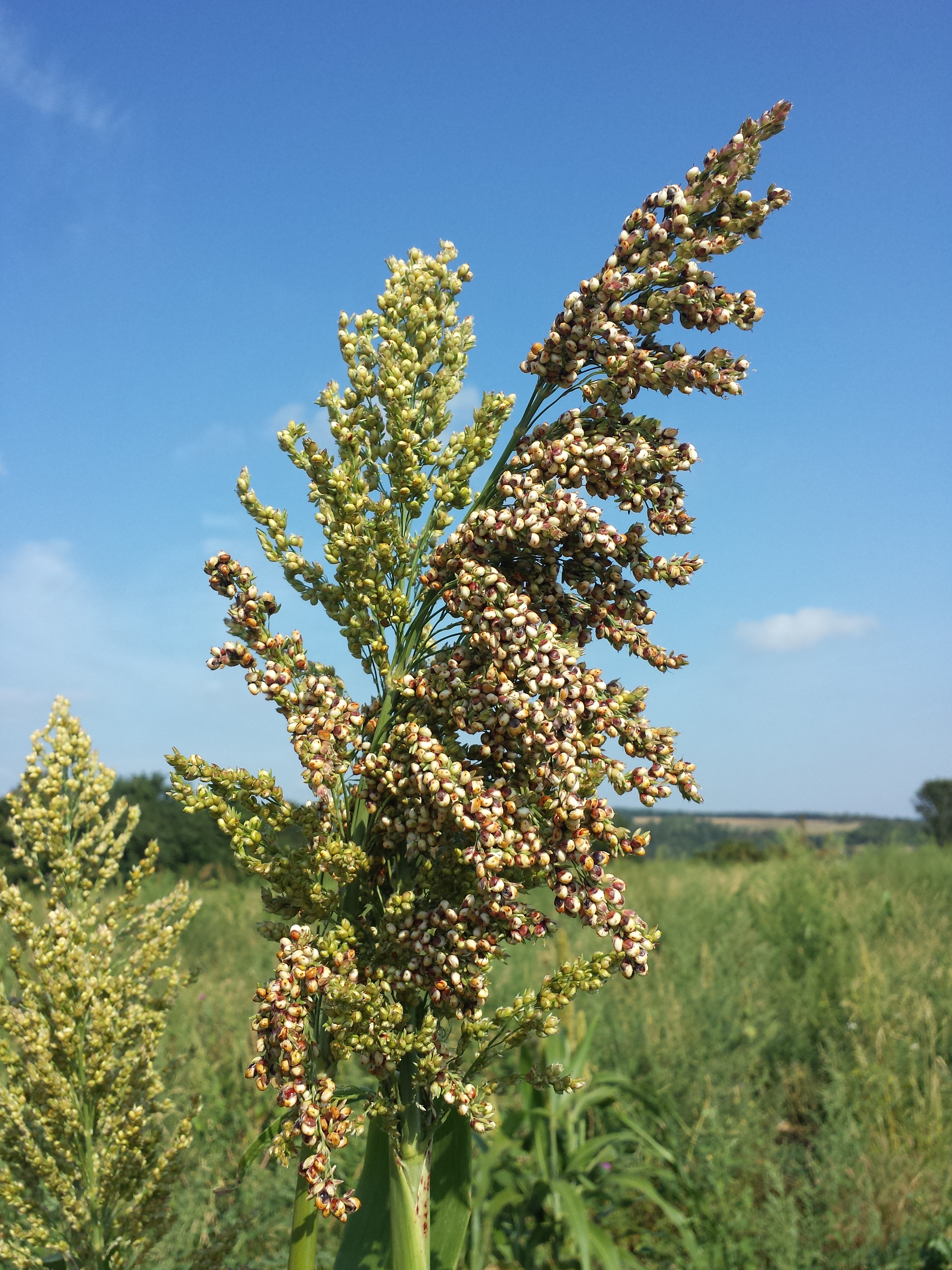
Risper Blütenstand

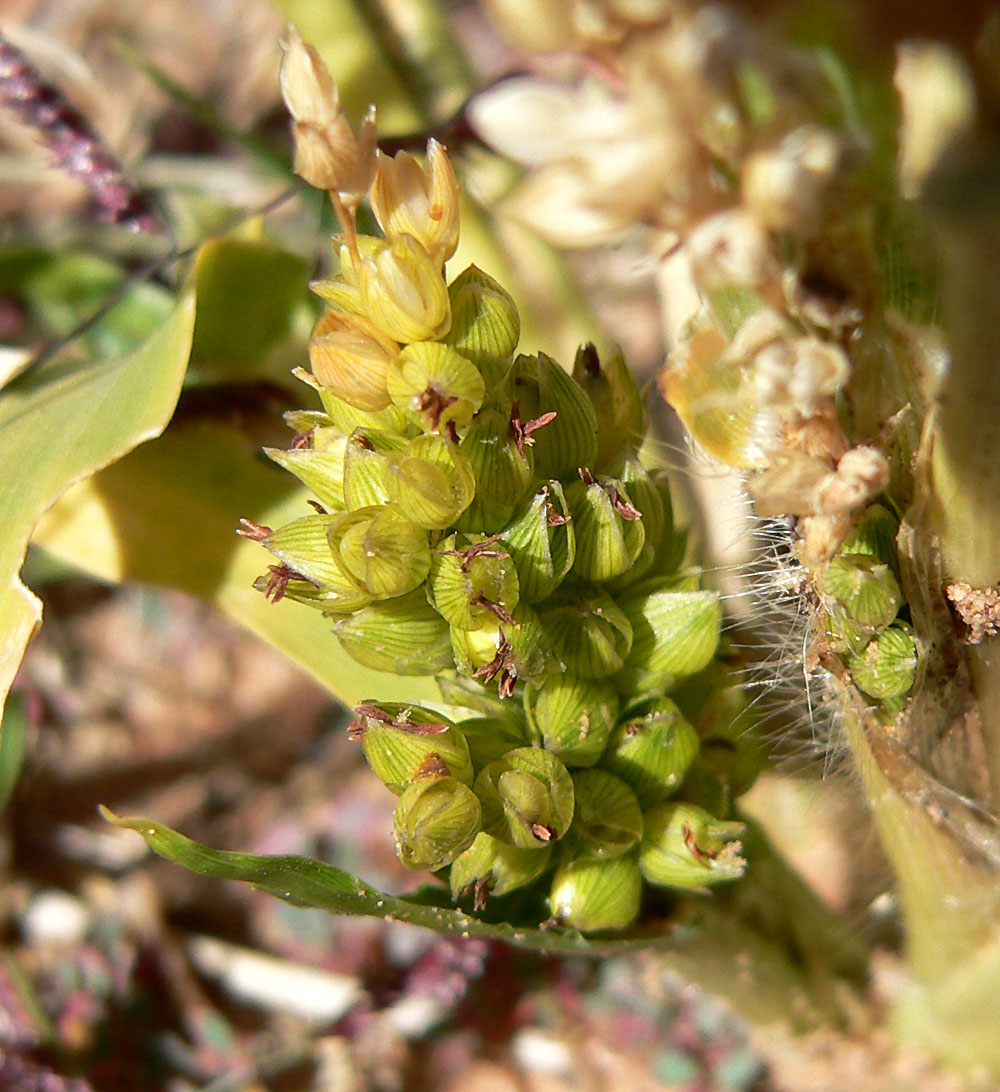
Blütenstand

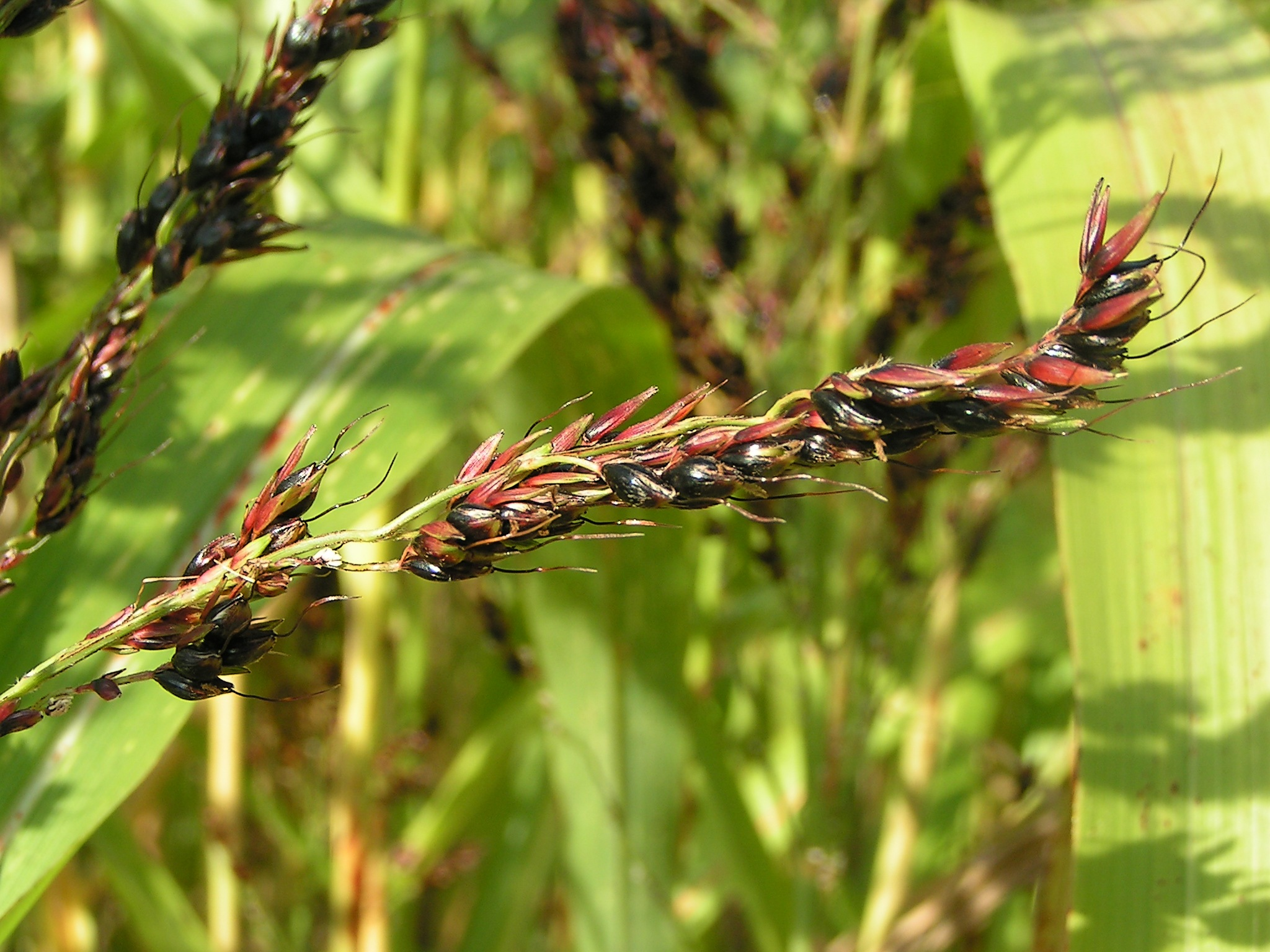
Ausschnitt aus dem Fruchtstand

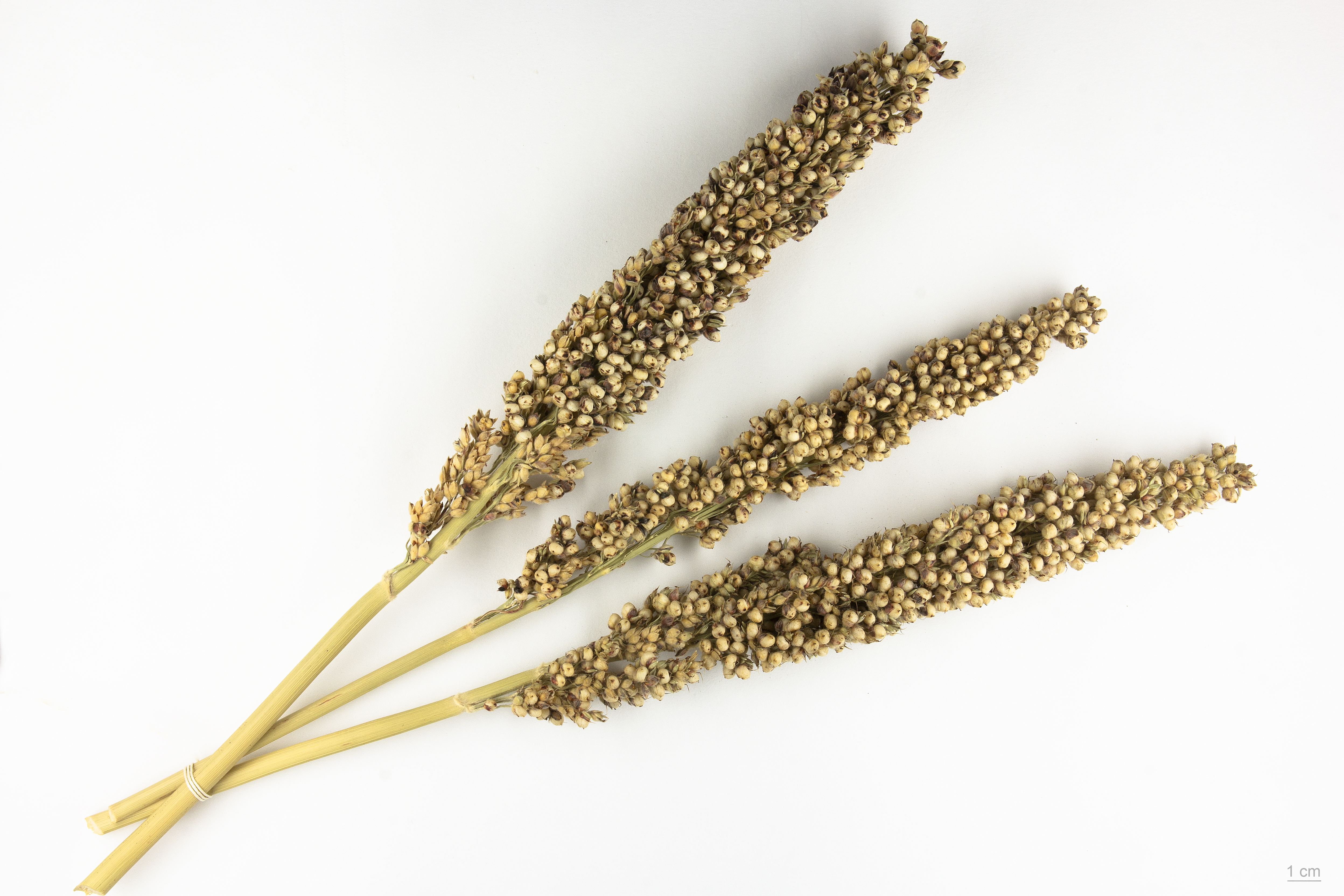
Sorghum bicolor Moderne - Museum von Toulouse

### Vegetative Merkmale
Das einjährige Rispengras erreicht Wuchshöhen von 2,50 bis 5 Metern. Der Pflanzenaufbau ist Mais etwas ähnlich. Aus einem kräftigen Wurzelsystem bilden sich zwei bis drei Halme. Am etwa 1 bis 2 Zentimeter starken, markgefüllten Halm sind die Laubblätter zweizeilig angeordnet. Die Blattspreiten sind 30 bis 60 Zentimeter lang und 5 bis 8 Zentimeter breit mit nach unten vortretender Mittelrippe.

### Generative Merkmale
Die Blütezeit reicht in Mitteleuropa von Juli bis September. Die Blüten werden in meist kompakten rispigen Blütenständen aus sehr vielen Ährchen gebildet. Der Stiel des gestielten Ährchens ist 0,5 bis 2, selten bis zu 3 Millimeter lang. Das sitzende Ährchen ist eiförmig bis fast kugelig. Die runden Karyopsen haben Durchmesser von 4 bis 8 Millimetern, sie können je nach Sorte weiß, gelb oder rot sein.
Die Chromosomenzahl beträgt 2n = 20.

## Vorkommen
Sorghumhirse stammt aus Afrika und ist dort sowie in Amerika, Asien und Europa in trockeneren, warmen und gemäßigten Klimagebieten als Futtergras verbreitet.
Die Standortansprüche der wärmeliebenden und frostempfindlichen Pflanze sind gering, lediglich Staunässe und kalte Böden meidet sie. Tiefgründige (sandige) Lehmböden sind ideal. Die ausgeprägte Trockenheitstoleranz der Sorghumhirse wird gefördert durch die Fähigkeit, das Wachstum bei Trockenheit zu unterbrechen und später wieder aufzunehmen.
Die ökologischen Zeigerwerte nach Landolt et al. 2010 sind in der Schweiz: Feuchtezahl F = 3 (mäßig feucht), Lichtzahl L = 4 (hell), Reaktionszahl R = 4 (neutral bis basisch), Temperaturzahl T = 4+ (warm-kollin), Nährstoffzahl N = 2 (nährstoffarm), Kontinentalitätszahl K = 4 (subkontinental).

## Geschichte

### Vorgeschichte und Altertum
Die Domestikation von Sorghum fand nach heutiger Kenntnis im nordöstlichen Afrika (in den Savannen südlich der Sahara, wahrscheinlich im Sudan oder im Tschad) statt, wo die wilde Stammform Sorghum bicolor subsp. verticilliflorum (Steud.) De Wet ex Wiersema & Dahlberg bis heute weit verbreitet ist. Eine These des berühmten russischen Botanikers Nikolai Iwanowitsch Wawilow, Ursprung der Domestikation sei das Hochland von Äthiopien gewesen, erscheint nach verbesserten Kenntnissen über die Verbreitung der wilden Stammform heute unwahrscheinlich.
In Nabta-Playa (Libysche Wüste) war Sorghum bicolor (subsp. arundinaceum) ca. 7500 BC cal. die vorherrschende Sammelpflanze, die Autoren erwägen auch die Möglichkeit des Anbaus.
Der älteste Nachweis unzweifelhaft kultivierter (d. h. nicht wild gesammelter) Sorghumhirse stammt aus dem zentralen Sudan (Fundstelle Khashm el Girba, zwischen 3500 und 3000 v. Chr.). Hier ist neolithische Keramik mit Abdrücken von Sorghumspelzen belegt. Diese wiesen zum Teil eine nicht zerbrechliche Blütenstandsachse (Rhachis) auf, was bei Wildpflanzen die Vermehrung verhindern würde, aber die Ernte erleichtert. Vor dieser Entdeckung galten die Funde aus dem Gebiet der  Indus-Kultur ca. 2000 bis 1700 v. Chr. als die Ältesten, was zur Hypothese einer ersten Domestikation dort geführt hatte. Inzwischen zeigen Auswertungen von aDNA aus der Fundstelle Qasr Ibrim im südlichsten Ägypten, dass die Domestikation ein Jahrhunderte dauernder Prozess war. Ständige Introgression von genetischem Material aus Wildpflanzen trug vermutlich zur Sorten- und Formenvielfalt der Art bei.
Sorghum wurde in Meroe häufig angebaut, war im Niltal in historischer Zeit aber unbedeutend, wie Isotopenstudien an Mumien belegen. In Qasr Ibrim ist Sorghum seit meroitischer Zeit Hauptnahrungspflanze, nördlich davon wird es erst in römischer Zeit häufig und ist unter anderen in Berenike Troglodytica, Kom el-Nana und der Oase Dachla nachgewiesen.

### Neuzeit
In Westafrika angekaufter Sorghum (Guinea millet), Yams und Reis dienten während der Schiffspassage als Nahrungsmittel für afrikanische Sklaven, die in die neue Welt verschleppt wurden. Man glaubte zudem, dass heimische Nahrung die Überlebenswahrscheinlichkeit der Sklaven erhöhe. Seit dem 16. Jahrhundert wurden auf den Kapverden Sorghum, Reis, Yams und  Hirse von Sklaven aus Senegal angebaut; sie dienten vor allem als Schiffsproviant für Sklavenschiffe nach Amerika.
Sorghum erreichte Anfang des 17. Jahrhunderts die USA. Dort war es zuerst als Guinea corn bekannt. Ab 1850 wurde sie verbreitet kultiviert und als Süßungsmittel, vor allem in Form von Melasse, gebraucht. Die Sirupproduktion in den USA erreichte 1879 mit 28 Mio. Gallonen (entspricht etwa 108.000 t Zucker) ihren Höchststand. Da die Produktion des Sirups sehr arbeitsintensiv war, sank das Produktionsvolumen während des Zweiten Weltkriegs drastisch ab. Heute werden in den USA jährlich weniger als 1 Mio. Gallonen produziert, doch damit sind die USA auch heute noch der größte Produzent von Sirup aus Zuckerhirse. Anbaugebiete für Zuckerhirse zur Herstellung von Sirup sind heute noch in Alabama, Arkansas, Georgia, Iowa, Kentucky, Mississippi, North Carolina und Tennessee zu finden.

## Anbau

### Wirtschaftliche Bedeutung
Weltweite Anbauzahlen speziell zur Sorghumhirse liegen nicht vor, nur zur gesamten Gattung der Sorghumhirsen (siehe dort).
Der weltweite Anbau von Zuckerhirse wird ebenfalls statistisch nicht erfasst. Die Anbaufläche in den USA wird auf ca. 8.000 ha geschätzt. Eine weitere Quelle schätzt die Anbaufläche in Indien auf 1.600 ha. China hat Pläne veröffentlicht, nach denen 4,8 Mio. l Ethanol aus Zuckerhirse erzeugt werden sollen. Bei Ethanolerträgen von etwa 6.000 l/ha entspräche dies einer Anbaufläche 800 ha. Diese Zahlen zeigen, dass der Anbau von Zuckerhirse weltweit erst sehr geringe Flächen beansprucht.

### Fruchtfolgeanforderungen
Sorghumhirse ist selbstverträglich und auch als Zweitfrucht im Anschluss an eine Hauptkultur möglich. Sie passt in eine Fruchtfolge mit Soja und Mais, sollte aber nicht nach Tabak angebaut werden. Je nach Standortbedingungen und Anbautermin sind unterschiedliche Sorten erhältlich.

### Aussaat
Die Aussaat erfolgt spät ab Mai, da zur Keimung Bodentemperaturen von mindestens 12 bis 15 °C erforderlich sind. Die Aussaat erfolgt in ein im vorangegangenen Herbst gepflügtes Saatbett in eine Tiefe von 2 bis 3 cm bei einem Reihenabstand von 25 bis 50 cm und ca. 20–25 Körnern/m2 (7–8 kg/ha). Anschließend ist eine Rückfestigung des Saatbetts erforderlich. In den USA wird die Zuckerhirse zunehmend vorgezogen und mit Tabakpflanzmaschinen verpflanzt.

### Düngung und Pflanzenschutz
Der hohe Stickstoffbedarf wird durch eine bedarfsgerechte Düngung, ähnlich dem Silomais, gedeckt (ca. 180 kg N bei 140 dt Trockenmasse/ha Ertrag). Die Entzüge weiterer Nährstoffe (ca. 15–20 kg P2O5, 110–180 kg K2O) werden bei ausreichender Versorgung aus den Bodenvorräten gedeckt und im Rahmen der Fruchtfolgedüngung ersetzt. Der Einsatz von Herbiziden oder Maschinenhacke kann wegen der langsamen Jugendentwicklung der Pflanze sinnvoll sein, allerdings besitzen nur wenige Mittel eine Zulassung für die Anwendung in Sorghum.

### Ernte und Konservierung

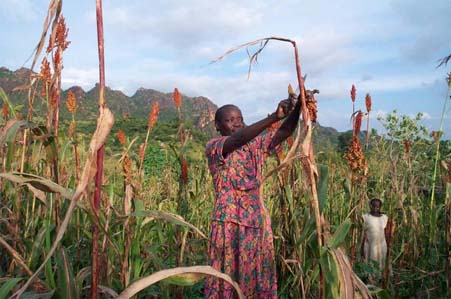
Feld mit Sorghumhirse in den Nuba-Bergen (Sudan)

Die Ernte als Körnersorghum erfolgt Ende September, mittels Mähdrescher mit Getreideschneidwerk, bei einem Feuchtegehalt unter 25 % im Korn. Nach der Ernte müssen beschädigte Körner herausgereinigt werden, da diese sonst ranzig werden. Schließlich wird das Erntegut auf 14 % Kornfeuchte getrocknet und ist so lagerfähig. Die Ertragserwartung von Körnersorghum liegt bei 7 bis 9,5 t/ha.
Die Ernte von Sorghum zur Silonutzung erfolgt bei einem Trockensubstanzgehalt der oberirdischen Biomasse zwischen 28 und 35 %, der zwischen Mitte September und Ende Oktober erreicht ist. Sie sollte vor den ersten Nachtfrösten erfolgen. Ein reihenunabhängiger Erntevorsatz am Feldhäcksler ermöglicht eine saubere Ernte.
Das Technologie- und Förderzentrum Straubing führt seit 2006 umfangreiche Sortenversuche mit Sorghumhirsen durch. Getestet wurden insgesamt 278 Sorten der Arten Sorghum bicolor, Sorghum sudanense sowie Kreuzungen dieser Arten, die auf 52 unter den Standortbedingungen vielversprechende Sorten reduziert werden konnten. 2008 lagen die Siloerträge zwischen 10,9 und 24,5 t/ha, mit großen Unterschieden zwischen Sorten und Standorten.
Die Konservierung erfolgt wie bei Silomais durch einsilieren (milchsaure Vergärung unter Luftabschluss). Die beiden Substrate können auch vermischt werden.

## Verwendung
In Westafrika, insbesondere in der Sudanzone, ist Sorghum bicolor ein wichtiges Getreide, aus dem Tô (Hirsebrei) und Dolo (Hirsebier) hergestellt werden. In Ostafrika dient es der Herstellung der Biersorten Merisa, Pombe und Tella.
In Indien ist Sorghum Grundnahrungsmittel in trockenen Gegenden der Landesmitte wie in Maharashtra oder dem nördlichen Karnataka. Während es in Gujarat als Viehfutter angebaut wird, gilt es im westlichen Madhya Pradesh als Nahrung der ärmeren Bevölkerungsteile. Größtenteils wird es als Fladenbrot (Marathi: bhākrī, kanaresisch: jōļada rotti) zu verschiedenen Gemüsecurries gegessen. In China wird aus Sorghumhirse der Schnaps Kaoliang hergestellt.
Wissenschaftler arbeiten derzeit an Sorghumsorten mit verbessertem Nährstoffgehalt, wie Vitamin A, Zink, Eisen und mehreren Aminosäuren.

### Zuckerhirse
| Wasser     | in % FM | 70 – 76   |
| Zucker     | in % TM | 18 – 20   |
| Rohprotein | in % TM | 7,5 – 9,5 |
| Fett       | in % TM | 1,1 – 1,5 |
| Rohfaser   | in % TM | 32 – 38   |
| Asche      | in % TM | 8,0 – 8,5 |

Zuckerhirse wird zur Sirupproduktion (Melasse), als Grünfutter und als Silage genutzt, in Entwicklungsländern auch als Brennstoff und Baumaterial (Decken von Dächern). Anfang des 19. Jahrhunderts war die Sirupgewinnung aus Zuckerhirse noch wirtschaftlich bedeutsam, wurde dann aber von Zuckerrübe und Zuckerrohr verdrängt. Heute sind die USA der größte Produzent von Sirup aus Zuckerhirse.
In Deutschland wird Zuckerhirse versuchsweise in trockenen Lagen angebaut, zur Verwendung als Silage in der Tierfütterung oder als Biogassubstrat. Bei der Biogaserzeugung lassen sich ähnliche Methanausbeuten wie bei der Vergärung von Maissilage erzielen. Laut Kaltschmitt et al. liegen diese bei 300 bis 360 Liter Methan/kg organischer Trockenmasse gegenüber 295 bis 380 Liter Methan/kg organischer Trockenmasse bei Mais.
In den USA wird Zuckerhirse auch zur Herstellung von Bioethanol genutzt. Ein wichtiger Grund für die zunehmende Beachtung der Zuckerhirse liegt darin, dass sie mit ihrem zuckerhaltigen Stängel den Grundstoff für Bioethanol und in eingeschränktem Umfang Nahrungsmittel aus den Körnern liefert. Anders als Mais, Weizen oder Zuckerrohr erlaubt Zuckerhirse damit eine gleichzeitige Erzeugung von Nahrung und Energie.
Nach M. Kaltschmitt werden Zuckergehalte von 35 % in der Trockenmasse (TM) der Gesamtpflanze und 8 bis 9 % in der Frischmasse (FM) erreicht. Die rechts stehende Tabelle zeigt die Anteile der wichtigsten Inhaltsstoffe der Zuckerhirse. Der Zuckergehalt setzt sich aus ca. 63 % Saccharose, 21 % Glucose und 16 % Fructose zusammen. Nach der Zuckersaftgewinnung verbleibt als Rest die Bagasse, die hauptsächlich aus Cellulose, Hemicellulose und Lignin besteht.

### Faserhirse
Die Faserhirse, die auf besonders hohen Gehalt an Cellulosefasern gezüchtet wird, wird ebenfalls überwiegend zur energetischen Nutzung angebaut. Daneben gibt es auch traditionelle stoffliche Verwendungen wie die Herstellung von Besen (meist „Reisstrohbesen“ genannt), die Nutzung als Baumaterial oder zur Papierherstellung.

## Krankheiten und Schädlinge
- Anthraknose durch den Pilz Colletotrichum graminicola (Gattung Colletotrichum/Glomerella, Ascomycetes)
- Welke durch Helminthosporium, ebenfalls ein Ascomycet
- Schwarzfäule durch  Macrophomina phaseolina
- Striga hermonthica, ein Halbschmarotzer aus der Familie der Sommerwurzgewächse